# Матезис
Мате́зис (Mathesis) — российское (позже — советское) издательство, существовавшее в 1904—1925 годах и издававшее научную и научно-популярную физико-математическую литературу. 

## История
Издательство основано в Одессе в 1904 году. Основателями были приват-доценты Императорского Новороссийского университета математики Веньямин Фалькович Каган, Самуил Осипович Шатуновский, астроном Артемий Робертович Орбинский и владелец типографии Моисей Липович (Филиппович) Шпенцер (1860—1927). М. Ф. Шпенцер был председателем товарищества «Матезис».
Издательский знак выполнил известный художник А. А. Ждаха.